# غابات تكريت
غابات عراقية تقع في مدينة تكريت في محافظة صلاح الدين وسط العراق.
تبلغ مساحتها 50 الف متر مربع ما يعادل 20 دونم تنفذ في حي القادسية تحتوي على ابار ارتوزاية
والتشجير فيها يتم بشكل نظامي وتحتوي على أكثر من 4000 شجرة وتسقى بطريقة الري الحديث
تحتوي عده محطات زراعية وتزرع فيها أيضا محاصيل غذائية متنوعة كالحنطة والشعير وغيرها.